# Водный центр имени Марии Ленк

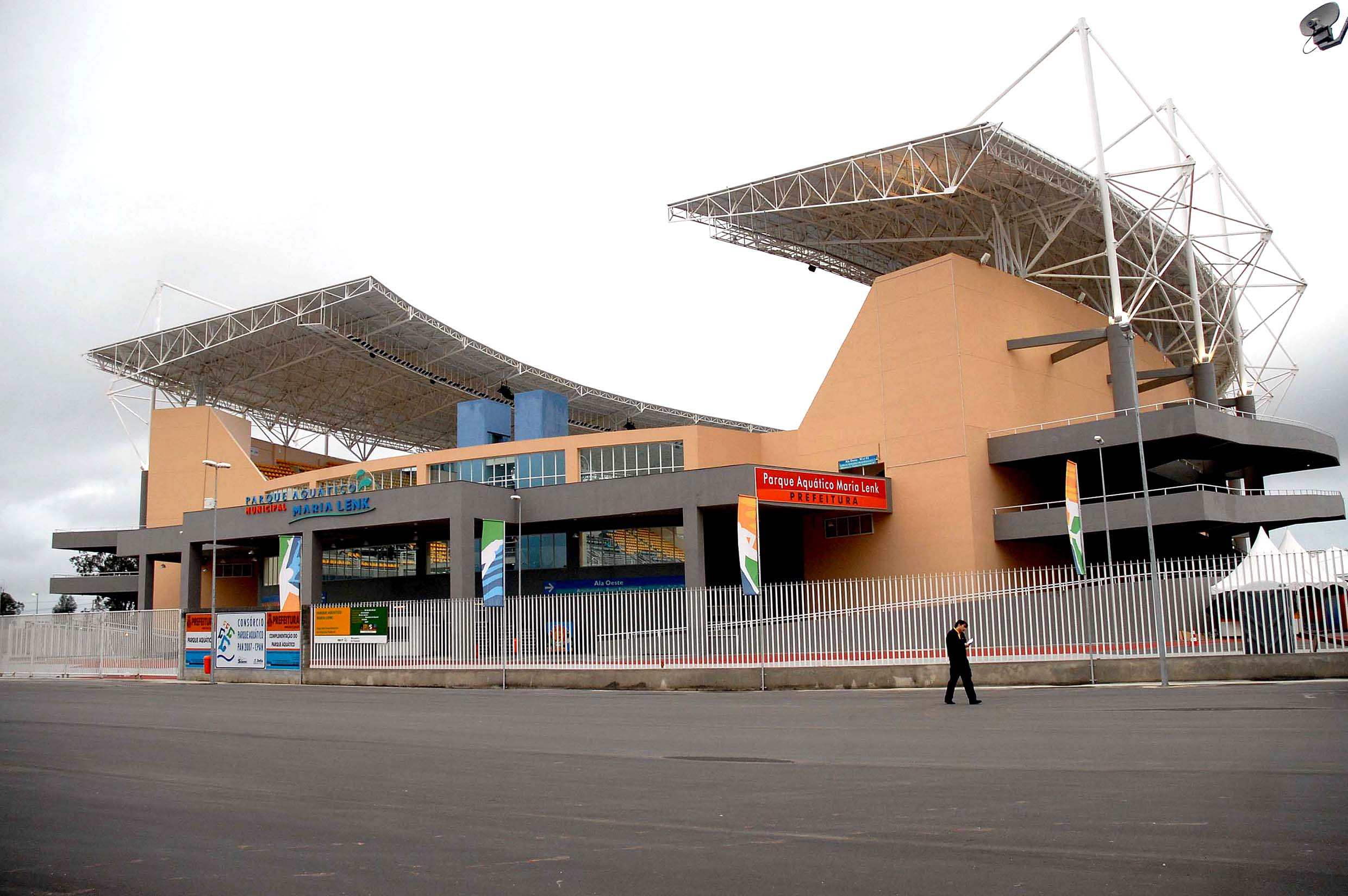
Вид на водный парк во время Панамериканских игр 2007 года

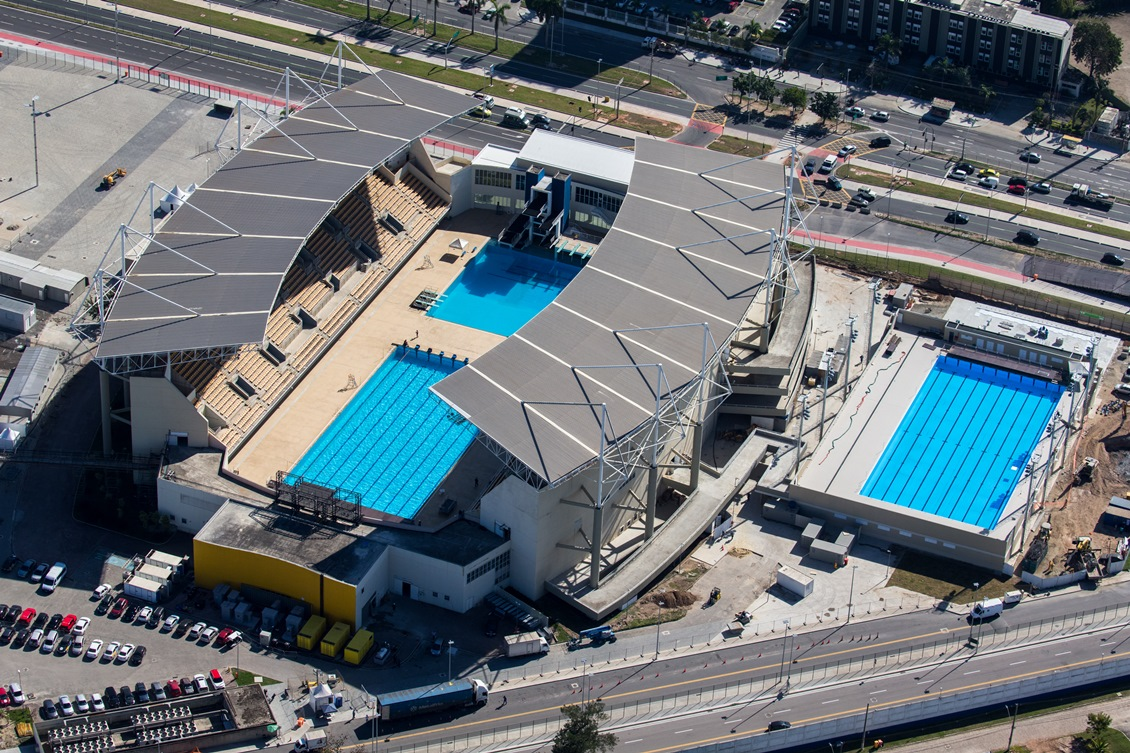
Вид на водный парк в декабре 2015 года

Водный парк имени Марии Ленк (порт. Parque Aquático Maria Lenk), также известный как Водный центр имени Марии Ленк (порт. Centro Aquático Maria Lenk) — стадион, построенный в 2004 году, который расположен в Городском спортивном парке Рио-де-Жанейро. Здесь прошли соревнования по плаванию и прыжкам в воду в рамках Панамериканских игр 2007 года. Комплекс носит имя первой женщины-латиноамериканки, принявшей участие в Олимпийских играх.
Водный парк соответствует всем параметрам ФИНА: здесь расположен один 50-метровый бассейн и бассейн для прыжков в воду.
Комплекс вмещает 8000 зрителей. Площадь парка 42 тыс кв. м.
Через год после Панамериканских игр 2007 года Олимпийский комитет Бразилии принял решение, что спортсмены водных видов будут тренироваться в этом парке для подготовки к Пекину 2008, Лондону 2012 и Рио 2016.
В 2008 году парк был включён в заявку города за право провести летние Олимпийские игры 2016, где согласно заявке должны пройти соревнования по прыжкам в воду и водному поло. В 2009 году заявка Рио выиграла в Копенгагене, что означает, что здесь пройдут соревнования по этим видам спорта. Позднее было принято решение, что здесь также пройдут соревнования по синхронному плаванию.